# Kuo Yu-wen
Kuo Yu-wen (chinesisch 郭浴雯; * 5. November 1991) ist eine taiwanische Badmintonspielerin. 

## Karriere
Kuo Yu-wen stand bei den Chinese Taipei Open 2012 im Viertelfinale des Damendoppels ebenso wie bei den Macau Open 2012. Bei der Universiade 2013 gewann sie mit dem Team Bronze, bei den Ostasienspielen 2013 Silber. Des Weiteren startete sie 2013 bei den Asienmeisterschaften und den Thailand Open. 2019 siegte sie bei der Maldives Future Series.